# Akani Songsermsawad
Akani Songsermsawad (Bangkok, 10 de setembro de 1995), também conhecido como Sunny Akani, é um jogador tailandês de snooker profissional. Profissional desde 2015, não ganhou nenhum evento do ranking mundial, sua melhor performance foi chegar às quartas de final do Open da Índia de 2016 (Indian Open) e do Shoot Out de 2018.
Em 2015, ele venceu o Campeonato Asiático de Snooker Sub-21 da ACBS (ACBS Asian Under-21 Snooker Championship), derrotando o chinês Yuan Sijun por 6–4 na final e, como resultado, recebeu um card para as temporadas de 2015–16 e 2016–17 do World Snooker Tour, o circuito profissional da WPBSA.